# Naxia spinosa
Naxia spinosa är en kräftdjursart som först beskrevs av Hess 1865.  Naxia spinosa ingår i släktet Naxia och familjen maskeringskrabbor. Inga underarter finns listade i Catalogue of Life.